# Vadim Pappé
Pour les articles homonymes, voir Pappe.
Vadim Pappé (russe : Вади́м Миха́йлович Паппе́, allemand : Wadim Pappé ; né le 17 avril 1942 en Russie) est un auteur et historien de l'art et de la danse. Né dans une famille moscovite de musiciens et interprètes d'origines française (Alsace), il est diplômé de l’École du Théâtre d'art de Moscou, spécialisée dans la scénographie. Il a travaillé au Musée du Théâtre d'art de Moscou et en 1976 est devenu rédacteur en chef de la Grande Encyclopédie soviétique.
Pappé est porté disparu à Moscou en juin 2012.

## Œuvres
Pappé est l'auteur de centaines d'articles sur l'art, l'architecture, le ballet, les danseurs de ballet, le théâtre et le cinéma, l'histoire de la danse. Il est auteur de grands articles historiques « Ballet », « Ballet russe », « Opéra » et « Théâtre dramatique russe » dans Cinéma : Dictionnaire encyclopédique publié par l'Encyclopédie soviétique. De nombreux articles ont été illustrés avec ses propres photographies professionnelles.
Il est l'auteur du livre 2500 œuvres chorégraphiques du vingtième siècle : 1900-1945 (coauteur V. Kulakov, Moscou, Deka-VS, 2008).